# Grundfør Kirke
Grundfør kirke ligger i Grundfør Sogn i det tidligere Vester Lisbjerg Herred Århus amt, nu Favrskov Kommune, Region Midtjylland Kirken var i middelalderen viet til Johannes Døberen . Kor og skib er opført i romansk tid af frådsten og små granitkvadre over skråkantsokkel. Alle hjørner er markeret med lisener, som mod nord og syd bærer rundbuefriser under gesimsen. Begge de rundbuede døre er bevaret i tilmuret tilstand. Mod nord og øst ses spor efter romanske vinduer. Skibets vestende har muligvis været underdel til et tårn, som nu er forsvundet.
Skibet har fladt bjælkeloft, koret har fået indbygget krydshvælv i sengotisk tid. Korbuen er bevaret med smalle kragbånd. Altertavlen i senbarok er fra 1725, malerierne er oprindelige. Prædikestolen er fra 1636 og er formodentlig udført af samme værksted som prædikestolen i Lyngå Kirke. De øverste stolerækker med udskårne apostelfigurer er fra omkring 1630. Ifølge en indskrift på kortrinnet er der en begravelse for sognepræsten Villads Olufsen under koret. I nyere tid brød gulvet sammen under alteret, hvorved begravelsen af præsten og hans familie blev afdækket.
Den romanske granitfont har dobbeltløver på kummen.
- Stolerækker
- Døbefont

## Eksterne kilder og henvisninger
- Wikimedia Commons har flere filer relateret til Grundfør Kirke
- Om kirken Arkiveret 24. februar 2022 hos  Wayback Machine på sognets websted.
- Grundfør Kirke Arkiveret 4. oktober 2007 hos  Wayback Machine hos nordenskirker.dk
- Grundfør Kirke hos KortTilKirken.dk
- Grundfør Kirke hos danmarkskirker.natmus.dk (Danmarks Kirker, Nationalmuseet)